# Magallanes-Fagnano-Verwerfung
Die Magallanes-Fagnano-Verwerfung (auch Magallanes-Fagnano-Falte, spanisch Falla Fagnano-Magallanes) ist eine kontinentale Transformstörung. Die Falte markiert die Grenze zwischen der Scotia-Platte und der Südamerikanischen Platte und schneidet durch kontinentale Erdkruste. Sie verläuft unter dem westlichen Teil der Magellanstraße, dem Almirantazgo-Fjord und dem Fagnano-See.